# Asienspiele 2006/Radsport
Bei den Asienspielen 2006 in Doha wurden im Radsport insgesamt 18 Wettbewerbe ausgetragen, 12 für Männer und 6 für Frauen.

## Bahn Männer

### Sprint
| Platz | Land | Athlet            |
| ----- | ---- | ----------------- |
| 1     | JPN  | Tsubasa Kitatsuru |
| 2     | KOR  | Lae Seon Choi     |
| 3     | CHN  | Qi Tang           |
| 4     | MAS  | Josiah Ng         |

### Team Sprint
| Platz | Land | Athleten                                         | Zeit         |
| ----- | ---- | ------------------------------------------------ | ------------ |
| 1     | JPN  | Kazuya Narita Yudai Nitta Kazunari Watanabe      | 0:45,590 min |
| 2     | CHN  | Feng Yong Lin Feng Zhang Li                      | 0:45,673 min |
| 3     | KOR  | Choi Lae Seon Kang Dong-jin Yang Hee Chun        | 0:46,266 min |
| 4     | MAS  | Junaidi Mohamad Nasir Josiah Ng Mohd Rizal Tisin | 0:46,445 min |

### 1000-m-Zeitfahren
| Platz | Land | Athlet               | Zeit           |
| ----- | ---- | -------------------- | -------------- |
| 1     | CHN  | Feng Yong            | 1:04,607 min   |
| 2     | JPN  | Yusho Oikawa         | + 0:00,168 min |
| 3     | KOR  | Kang Dong-jin        | + 0:00,179 min |
| 4     | TPE  | Kuo Lung Liao        | + 0:01,751 min |
| 5     | MAS  | Mohamad Hafiz Sufian | + 0:02,060 min |
| 6     | IRI  | Hassanali Varposhti  | + 0:02,521 min |
| 7     | PHI  | Jan Paul Morales     | + 0:03,835 min |
| 8     | UAE  | Badr Ali Shambih     | + 0:05,262 min |

### 4000-m-Einerverfolgung
| Platz | Land | Athlet            | Zeit           |
| ----- | ---- | ----------------- | -------------- |
| 1     | KOR  | Jang Sun-jae      | 4:35,433 min   |
| 2     | JPN  | Taiji Nishitani   | + 0:06,648 min |
| 3     | KOR  | Hwang In-hyeok    | 4:38,589 min   |
| 4     | IRI  | Mahdi Sohrabi     | + 0:00,936 min |
| 5     | CHN  | Hairui Wen        | 4:39,686 min   |
| 6     | CHN  | Youguo Wang       | 4:40,788 min   |
| 7     | KAZ  | Alexei Ljalko     | 4:41,414 min   |
| 8     | IRI  | Alireza Haghi     | 4:42,882 min   |
| 9     | UZB  | Vladimir Tuychiev | 4:43,996 min   |
| 10    | TPE  | Hsin Hua Huang    | 4:44,112 min   |

### 4000-m-Mannschaftsverfolgung
| Platz | Land | Athlet                                                         | Zeit           |
| ----- | ---- | -------------------------------------------------------------- | -------------- |
| 1     | KOR  | Hwang In-hyeok Jang Sun-jae Kim Dong-hun Park Sung-baek        | 4:12.746 min   |
| 2     | IRI  | Hossein Nateghi Abbas Saeidi Tanha Mahdi Sohrabi Amir Zargari  | + 0:01,480 min |
| 3     | CHN  | Xiaoyong Chen Youguo Wang Hairui Wen Zhaoyu Zeng               | 4:14,489 min   |
| 4     | JPN  | Kazuhiro Mori Taiji Nishitani Reona Sumi Kei Uchida            | + 0:05,364 min |
| 5     | MAS  | Akmal Amrun Amir Mustafa Rusli Mohd Harrif Saleh Weng Kin Thum | 4:23,974 min   |
| 6     | TPE  | Chien Ting Chen Wei Cheng Lee Heng Hui Lin Chin Feng Liu       | 4:24,940 min   |
| 7     | PHI  | Alfie Catalan Paterno Jr Curtan Carlo Jazul Arnold Marcelo     | 4:31,177 min   |
| 8     | HKG  | Kai Tsun Lam Wang Yip Tang Kin San Wu Chun Hing Chan           | 4:33,617       |

### 40km Punktefahren
| Platz | Land | Athlet             | Punkte |
| ----- | ---- | ------------------ | ------ |
| 1     | HKG  | Cheung King Wai    | 22     |
| 2     | UZB  | Vladimir Tuychiev  | 18     |
| 3     | KAZ  | Ilja Tschernyschow | 17     |
| 4     | JPN  | Makoto Iijima      | 10     |
| 5     | KOR  | Hyun Wook Joo      | 8      |
| 6     | TPE  | Po Hung Wu         | 7      |
| 7     | IRI  | Hossein Askari     | 4      |
| 8     | JPN  | Reona Sumi         | −2     |
| 9     | CHN  | Hairui Wen         | −3     |
| 10    | HKG  | Wong Kam Po        | −15    |

### Keirin
| Platz | Land | Athlet           |
| ----- | ---- | ---------------- |
| 1     | KOR  | Kang Dong-jin    |
| 2     | MAS  | Josiah Ng        |
| 3     | JPN  | Hiroyuki Inagaki |
| 4     | KOR  | Hee Chun-yang    |
| 5     | CHN  | Qiming Wang      |
| 6     | IRI  | Mahmoud Parash   |

### Madison
| Platz | Land | Athlet                           | Punkte         |
| ----- | ---- | -------------------------------- | -------------- |
| 1     | KOR  | Jang Sun-jae Park Sung-baek      | 35             |
| 2     | KAZ  | Ilja Tschernyschow Alexei Ljalko | 21             |
| 3     | IRI  | Mahdi Sohrabi Amir Zargari       | 17             |
| 4     | HKG  | Cheung King Wai Wong Kam Po      | 13             |
| 5     | TPE  | Keng Hsien Chen Po Hung Wu       | 9              |
| 6     | CHN  | Baoqing Song Hairui Wen          | 9 (+ 1 Runde)  |
| 7     | JPN  | Kazuhiro Mori Taiji Nishitani    | 6 (+ 2 Runden) |

## Straße Männer

### Straßenrennen
| Platz | Land | Athlet                         | Zeit        |
| ----- | ---- | ------------------------------ | ----------- |
| 1     | HKG  | Wong Kam Po                    | 3:45:02 h   |
| 2     | IRI  | Mahdi Sohrabi                  | + 0:00 min  |
| 3     | KOR  | Park Sung-baek                 | + 0:00 min  |
| 4     | MGL  | Dschamsrangiin Öldsii-Orschich | + 0:03 min  |
| 5     | KAZ  | Ilja Tschernyschow             | + 0:03 min  |
| 6     | JPN  | Makoto Iijima                  | + 0:03 min  |
| 7     | IRI  | Hossein Askari                 | + 0:03 min  |
| 8     | KAZ  | Andrei Medjannikow             | + 0:03 min  |
| 9     | JPN  | Fumiyuki Beppu                 | + 2:55 min  |
| 10    | CHN  | Fuyu Li                        | + 10:15 min |

Datum: 3. Dezember 2006

### Einzelzeitfahren
| Platz | Land | Athlet            | Zeit          |
| ----- | ---- | ----------------- | ------------- |
| 1     | CHN  | Baoqing Song      | 55:33,35 min  |
| 2     | KGZ  | Eugen Wacker      | + 0:43,48 min |
| 3     | KAZ  | Andrei Misurow    | + 1:18,57 min |
| 4     | JPN  | Fumiyuki Beppu    | + 2:15,00 min |
| 5     | IRI  | Ghader Mizbani    | + 2:36,00 min |
| 6     | KOR  | Hyun Wook Joo     | + 3:50,95 min |
| 7     | VIE  | Hieu Mai Cong     | + 4:05,76 min |
| 8     | HKG  | Wang Yip Tang     | + 4:27,92 min |
| 9     | UZB  | Vladimir Tuychiev | + 4:51,36 min |
| 10    | INA  | Tonton Susanto    | + 5:39,14 min |

### Mannschaftszeitfahren
| Platz | Land | Athlet | Zeit          |
| ----- | ---- | --- | ------------- |
| 1     | KAZ  | Ilja Tschernyschow Alexander Dymowskich Dmitri Grusdew Andrei Misurow                                       | 1:24:40,7 h   |
| 2     | IRI  | Hossein Askari Alireza Haghi Ghader Mizbani Abbas Saeidi Tanha                                              | + 01:15,9 min |
| 3     | JPN  | Yoshiyuki Abe Kazuya Okazaki Satoshi Hirose Kazuhiro Mori                                                   | + 01:20,8 min |
| 4     | KOR  | Park Sung-baek Sun Jae Jang Dong Hun Kim Jung Hwan Youm                                                     | + 02:53,9 min |
| 5     | UZB  | Wladimir Tuitschijew Asisbek Abdurachimow Nikolai Kasakbajew Ruslan Michajlow                               | + 03:36,5 min |
| 6     | MGL  | Dschamsrangiin Öldsii-Orschich Tuulchangain Tögöldör Boldbaataryn Bold-Erdene Chajanchjarwaagiin Uuganbajar | + 04:43,9 min |
| 7     | HKG  | Wong Kam Po Kin San Wu Cheung King Wai Chun Hing Chan                                                       | + 05:00,6 min |
| 8     | UAE  | Mohamed Khalil Bin Took Hammad Badr Ahmed Al-Hanadsa Khalid Ali Shambih                                     | + 05:52,9 min |
| 9     | PHI  | Arnel Quirimit Warren Davadilla Santy Barnachea Frederick Feliciano                                         | + 07:04,3 min |
| 10    | BHR  | Ahmed Al Doseri Duaij Al Doseri Mohamed Husain Jamal Aldoseri                                               | + 08:14,9 min |

## Bahn Frauen

### Sprint
| Platz | Land | Athletin     |
| ----- | ---- | ------------ |
| 1     | CHN  | Guo Shuang   |
| 2     | CHN  | Gong Jinjiw  |
| 3     | KOR  | Jin A You    |
| 4     | TPE  | Hsiao Mei-yu |

### 500-m-Zeitfahren
| Platz | Land | Athletin           | Zeit           |
| ----- | ---- | ------------------ | -------------- |
| 1     | CHN  | Guo Shuang         | 0:35,175 min   |
| 2     | TPE  | Hsiao Mei-yu       | + 0:01,015 min |
| 3     | KOR  | Jin A You          | + 0:01,786 min |
| 4     | JPN  | Sakiko Numabe      | + 0:02,240 min |
| 5     | THA  | Monrudee Chapookam | + 0:08,213 min |

### 3000-m-Einerverfolgung
| Platz | Land | Athletin      | Zeit          |
| ----- | ---- | ------------- | ------------- |
| 1     | KOR  | Min Hye Lee   | 3:44,10 min   |
| 2     | CHN  | Meifang Li    | + 0:00,20 min |
| 3     | CHN  | Li Wang       | 3:49,50 min   |
| 4     | MAS  | Hoay Sim Leow | +0:01,40 min  |
| 5     | KOR  | Seon Ha Ha    | 3:52,682 min  |
| 6     | TPE  | Ho Hsun Huang | 3:53,553 min  |
| 7     | INA  | Uyun Muzizah  | 3:54,006 min  |
| 8     | TPE  | I Fang Ju     | 3:54,680 min  |

### Punktefahren
| Platz | Land | Athletin            | Punkte |
| ----- | ---- | ------------------- | ------ |
| 1     | CHN  | Li Yan              | 24     |
| 2     | KOR  | Min Hye Lee         | 23     |
| 3     | THA  | Chanpeng Nontasin   | 11     |
| 4     | PHI  | Baby Marites Bitbit | 8      |
| 5     | MAS  | Noor Azian Alias    | 7      |
| 6     | INA  | Uyun Muzizah        | 7      |
| 7     | KOR  | Sung Eun Gu         | 7      |
| 8     | TPE  | I Fang Ju           | 6      |

## Straße Frauen

### Straßenrennen
| Platz | Land | Athletin          | Zeit       |
| ----- | ---- | ----------------- | ---------- |
| 1     | JPN  | Mayuko Hagiwara   | 3:06:10 h  |
| 2     | CHN  | Zhao Na           | + 1:28 min |
| 3     | KOR  | Han Song Hee      | + 1:28 min |
| 4     | JPN  | Miho Oki          | + 1:28 min |
| 5     | KOR  | Hee Jung Son      | + 1:28 min |
| 6     | KAZ  | Sulfija Sabirowa  | + 1:28 min |
| 7     | CHN  | Lang Meng         | + 1:28 min |
| 8     | VIE  | Thi Phuong Phi Vo | + 1:28 min |
| 9     | THA  | Banna Kamfoo      | + 1:28 min |
| 10    | HKG  | Jamie Wong        | + 1:28 min |

Datum: 4. Dezember 2006

### Einzelzeitfahren
| Platz | Land | Athletin              | Zeit          |
| ----- | ---- | --------------------- | ------------- |
| 1     | CHN  | Meifang Li            | 31:17,85 min  |
| 2     | KAZ  | Sulfija Sabirowa      | + 0:52,39 min |
| 3     | KOR  | Min Hye Lee           | + 2:19,72 min |
| 4     | JPN  | Miyoko Karami         | + 2:35,75 min |
| 5     | HKG  | Jamie Wong            | + 3:21,69 min |
| 6     | THA  | Chanpeng Nontasin     | + 3:29,6 min  |
| 7     | PHI  | Baby Marites Bitbit   | + 4:04,13 min |
| 8     | TPE  | Ho Hsun Huang         | + 4:44,20 min |
| 9     | PRK  | Yong Ae Kim           | + 5:02,87 min |
| 10    | VIE  | Oanh Nguyen Thi Hoang | + 5:23,96 min |

## Medaillenspiegel
| Pos | Land                | Gold | Silber | Bronze | Gesamt |
| 1   | Volksrepublik China | 6    | 4      | 3      | 13     |
| 2   | Südkorea            | 5    | 2      | 8      | 15     |
| 3   | Japan               | 3    | 2      | 2      | 7      |
| 4   | Hongkong            | 2    | -      | -      | 2      |
| 5   | Kasachstan          | 1    | 2      | 2      | 5      |
| 6   | Iran                | -    | 3      | 1      | 4      |
| 7   | Kirgisistan         | -    | 1      | -      | 1      |
|     | Chinesisch Taipeh   | -    | 1      | -      | 1      |
|     | Usbekistan          | -    | 1      | -      | 1      |
|     | Malaysia            | -    | 1      | -      | 1      |
| 11  | Thailand            | -    | -      | 1      | 1      |